# Aletris
Aletris es un género de plantas con flores perteneciente a la familia Nartheciaceae. Comprende 68 especies. Es originario de China hasta Japón y oeste de Malasia, este de Canadá hasta el este de EUA, y las Bahamas.

## Especies seleccionadas
- Aletris alba
- Aletris alpestris
- Aletris arabica
- Aletris arborea